# Nationaal Volkscongres

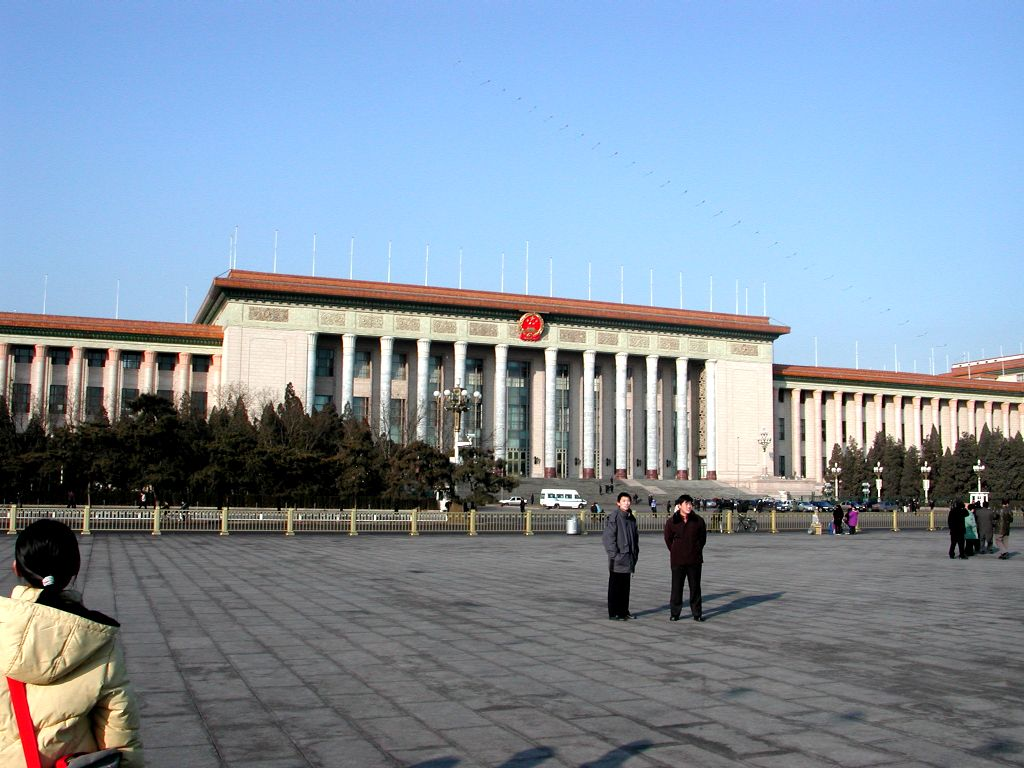
De Grote Hal van het Volk waar het Nationaal Volkscongres is gehuisvest

Het Nationaal Volkscongres is het parlement van de Volksrepubliek China. De afkorting is 人大 (in het Pinyin Réndà).

## Geschiedenis
Het Nationaal Volkscongres werd in 1949 opgericht, nadat de communisten van Mao Zedong de macht in China hadden overgenomen en de Volksrepubliek China werd uitgeroepen. Gedurende de eerste veertig jaar van haar bestaan bezat deze instantie weinig macht, maar daarna is de invloed van het parlement toegenomen.

## Werking
De leden van het Nationaal Volkscongres worden om de vijf jaar gekozen uit de Regionale Volkscongressen (regionale parlementen). De afgevaardigden komen eenmaal per jaar voor een periode van twee weken bij elkaar. Het Nationale Volkscongres ziet toe op de naleving van de grondwet (1982), het kan de oorlog verklaren, een vredesverdrag sluiten, het economisch beleid goedkeuren en zijn goedkeuring geven aan de jaarlijkse staatsbegroting. Daarnaast kiest het Nationaal Volkscongres de president van China, de Centrale Militaire Commissie, het Hooggerechtshof, de landsadvocaat en het kabinet (Staatsraad). Het is ook bevoegd het kabinet te ontslaan.
Tussen de sessies van het Nationaal Volkscongres in, neemt het zogenaamde 150 personen tellende Permanente Comité van het Nationaal Volkscongres de taken van het Nationaal Volkscongres waar. De leden van het Permanente Comité worden tijdens de jaarlijkse slotvergadering van het Nationaal Volkscongres gekozen.

## Leden
De afgevaardigden zijn voor een groot deel lid van de Communistische Partij van China, maar er zijn ook leden van de acht, naast de communistische partij, bestaande politieke partijen en clubs. Ook vertegenwoordigd in het Nationaal Volkscongres zijn partijlozen, leden van de Algehele Chinese Federatie van Vakbonden, de Algehele Chinese Vrouwenfederatie, de Chinese Jeugdfederatie, de Algehele Chinese Federatie van Industrie en Commercie, de Communistenliga van China, de Vereniging van Wetenschap en Technologie, de Algehele Federatie van Vroeger in het Buitenland Verblijvende Chinezen en de Algehele Chinese Vriendschapsvereniging van Taiwanese Landgenoten. Ook zijn er afgevaardigden van diverse Chinese volkeren, religies en andere belangenorganisaties in het Nationaal Volkscongres vertegenwoordigd.
Een opvallende groep nieuwe leden zijn rijke Chinese ondernemers. In 2016 behoorden 114 van de 3000 leden tot de groep rijkste Chinezen. Verder neemt het belang van private bedrijven in het maken van de vijfjarenplannen toe. Enkele bekende namen van betrokken ondernemers zijn Pony Ma van de internetgigant Tencent, met een geschat vermogen van US$ 18,8 miljard, en Jack Ma van de Alibaba Group. Hun kennis wordt gebruikt bij maken van het overheidsbeleid ten aanzien van het internetgebruik en big data. De private bedrijven hebben meer technologische kennis dan de overheid die zo hiervan poogt te profiteren. Omgekeerd kunnen goede politieke relaties ook in het voordeel werken van de bedrijven.

## Statistieken

### Leden van het Nationaal Volkscongres[3][4][5]
| Congres   | Jaar | Totaal aantal gedeputeerden | Vrouwen | % vrouwen | Minderheden | % minderheden |
| --------- | ---- | --------------------------- | ------- | --------- | ----------- | ------------- |
| Eerste    | 1954 | 1226                        | 147     | 12        | 178         | 14,5          |
| Tweede    | 1959 | 1226                        | 150     | 12,2      | 179         | 14,6          |
| Derde     | 1964 | 3040                        | 542     | 17,8      | 372         | 12,2          |
| Vierde    | 1975 | 2885                        | 653     | 22,6      | 270         | 9,4           |
| Vijfde    | 1978 | 3497                        | 742     | 21,2      | 381         | 10,9          |
| Zesde     | 1983 | 2978                        | 632     | 21,2      | 403         | 13,5          |
| Zevende   | 1988 | 2978                        | 634     | 21,3      | 445         | 14,9          |
| Achtste   | 1993 | 2978                        | 626     | 21,0      | 439         | 14,8          |
| Negende   | 1998 | 2979                        | 650     | 21,8      | 428         | 14,4          |
| Tiende    | 2003 | 2985                        | 604     | 20,2      | 414         | 13,9          |
| Elfde     | 2008 | 2987                        | 637     | 21,3      | 411         | 13,8          |
| Twaalfde  | 2013 | 2987                        | 699     | 23,4      | 409         | 13,7          |
| Dertiende | 2018 | 2980                        | 742     | 24,9      | 438         | 14,7          |

| Congres   | Totaal aantal gedeputeerden | Arbeiders en boeren | Arbeiders en boeren | Intellectuelen | Intellectuelen | Partijbonzen | Partijbonzen | Soldaten | Soldaten | Chinese remigranten | Chinese remigranten | Leden van de CCP | Leden van de CCP | Leden van de democratische vleugel en Onafhankelijke partijleden | Leden van de democratische vleugel en Onafhankelijke partijleden |
| Congres   | Totaal aantal gedeputeerden | Aantal              | %                   | Aantal         | %              | Aantal       | %            | Aantal   | %        | Aantal              | %                   | Aantal           | %                | Aantal                                                           | %                                                                |
| --------- | --------------------------- | ------------------- | ------------------- | -------------- | -------------- | ------------ | ------------ | -------- | -------- | ------------------- | ------------------- | ---------------- | ---------------- | ---------------------------------------------------------------- | ---------------------------------------------------------------- |
| Eerste    | 1226                        | 163                 | 5,1%                |                |                |              |              | 60       | 4,9%     | 30                  | 2,5%                | 668              | 54,5%            | 558                                                              | 45,5%                                                            |
| Tweede    | 1226                        | 136                 | 11,1%               |                |                |              |              | 60       | 4,9%     | 30                  | 2,5%                | 708              | 57,8%            | 518                                                              | 42,2%                                                            |
| Derde     | 3040                        | 384                 | 12,6%               |                |                |              |              | 120      | 3,9%     | 30                  | 1%                  | 1667             | 54,8%            | 1373                                                             | 45,1%                                                            |
| Vierde    | 2885                        | 1475                | 51,6%               | 346            | 12%            | 322          | 11,2%        | 486      | 16,8%    | 30                  | 1%                  | 2217             | 76,3%            | 238                                                              | 8,3%                                                             |
| Vijfde    | 3497                        | 1655                | 47,3%               | 523            | 15%            | 468          | 13,4%        | 503      | 14,4%    | 35                  | 1%                  | 2545             | 72,8%            | 495                                                              | 14,2%                                                            |
| Zesde     | 2978                        | 791                 | 16,6%               | 701            | 23,4%          | 636          | 21,4%        | 267      | 9,0%     | 40                  | 1,3%                | 1861             | 62,5%            | 543                                                              | 18,2%                                                            |
| Zevende   | 2970                        | 684                 | 23,0%               | 697            | 23,4%          | 733          | 24,7%        | 267      | 9,0%     | 49                  | 1,6%                | 1986             | 66,8%            | 540                                                              | 18,2%                                                            |
| Achtste   | 2978                        | 612                 | 20,6%               | 649            | 21,8%          | 842          | 28,3%        | 267      | 9,0%     | 36                  | 1,2%                | 2037             | 68,4%            | 572                                                              | 19,1%                                                            |
| Negende   | 2979                        | 563                 | 18,9%               | 628            | 21,1%          | 988          | 33,2%        | 268      | 9,0%     | 37                  | 1,25%               | 2130             | 71,5%            | 460                                                              | 15,4%                                                            |
| Tiende    | 2984                        | 551                 | 18,5%               | 631            | 21,1%          | 968          | 32,4%        | 268      | 9,0%     | 38                  | 1,3%                | 2178             | 72,9%            | 480                                                              | 16,1%                                                            |
| Elfde     | 2987                        |                     | 13,4%               |                |                |              | 41,8%        | 268      | 9,0%     | 35                  | 1,2%                | 2099             | 70,3%            | 888                                                              | 29,7%                                                            |
| Twaalfde  | 2987                        | 401                 | 13,4%               |                |                | 1042         | 34,9%        | 268      | 9,0%     | 35                  | 1,2%                | 2157             | 72,2%            | 830                                                              | 27,8%                                                            |
| Dertiende | 2980                        | 468                 | 15,7%               |                |                | 1011         | 33,9%        | 269      | 9,0%     | 39                  | 1,3%                | 2119             | 71,1%            | 861                                                              | 28,9%                                                            |